# Jean Verheyen
Josephus Joannes „Jean“ Verheyen (* 29. Februar 1896 in Borgerhout; † 4. Juni 1954 in Berchem) war ein belgischer Radrennfahrer.

## Sportliche Laufbahn
Verheyen war im Bahnradsport aktiv und Teilnehmer der Olympischen Sommerspiele 1924 in Paris. Bei den olympischen Wettbewerben im Bahnradsport startete er im Punktefahren. Er schied im Vorlauf aus. Im Sprint unterlag er im Vorlauf gegen Franciszek Szymczyk und im Hoffnungslauf gegen János Grimm. Er startete für den „Royal Antwerp Bicycle Club“.